# 河北医科大学第二医院
河北医科大学第二医院，又名柯棣华中印友好医院，位于中国河北省石家庄市和平西路215号，是河北省最大的综合性“三级甲等”医院。 河北医科大学第二医院始建于1918年1月，院址最初保定，院名为直隶公立医学专门学校附设诊所。1920年2月，诊所扩建改称附属医院。1958年10月，医院迁至石家庄。医院曾经使用的名称有河北省立医学院附属医院、河北医学院附属医院、河北医学院第二医院、河北新医大学第二医院、河北医学院附属第二医院，1995年11月起使用现名“河北医科大学第二医院”。 医院设有神经内科、消化内科、血液内科、泌尿外科、眼科、妇产科、心血管内科、呼吸内科、普外科、神经外科、医学影像科和外科等。